# Kenyon Martin Jr.
Kenyon Lee "KJ" Martin Jr., né le 6 janvier 2001 à Los Angeles en Californie, est un joueur américain de basket-ball évoluant aux postes d'ailier et ailier fort.

## Biographie

### Rockets de Houston (2020-2023)
Lors de la draft 2020, il est sélectionné en 52e position par les Kings de Sacramento puis envoyé aux Rockets de Houston.
Le 1er décembre 2020, il signe un contrat de quatre saisons dont une garantie avec les Rockets de Houston.

### Clippers de Los Angeles (2023)
En juillet 2023, il est transféré aux Clippers de Los Angeles contre deux seconds tours de draft. Martin joue 2 rencontres avec les Clippers.

### 76ers de Philadelphie (2023-février 2025)
En octobre 2023, quelques jours après le début de la saison, James Harden, des 76ers, est envoyé aux Clippers de Los Angeles avec P. J. Tucker et Filip Petrušev, dans un échange contre Kenyon Martin, Marcus Morris, Nicolas Batum, Robert Covington et de plusieurs choix de draft,.

### Jazz de l'Utah (depuis février 2025)
En février 2025, il est transféré aux Pistons de Détroit. Dans la foulée, il est échangé au Jazz de l'Utah.

## Statistiques

### Professionnelles

#### Saison régulière
| Saison    | Équipe        | Matchs | Titul. | Min./m | % Tir | % 3pts | % LF | Rbds/m. | Pass/m. | Int/m. | Ctr/m. | Pts/m. |
| --------- | ------------- | ------ | ------ | ------ | ----- | ------ | ---- | ------- | ------- | ------ | ------ | ------ |
| 2020-2021 | Houston       | 45     | 8      | 23,7   | 50,9  | 36,5   | 71,4 | 5,38    | 1,07    | 0,67   | 0,91   | 9,31   |
| 2021-2022 | Houston       | 79     | 2      | 21,0   | 53,3  | 35,7   | 63,4 | 3,76    | 1,28    | 0,43   | 0,51   | 8,81   |
| 2022-2023 | Houston       | 82     | 49     | 28,0   | 56,9  | 31,5   | 68,0 | 5,51    | 1,50    | 0,50   | 0,37   | 12,67  |
| 2023-2024 | L.A. Clippers | 2      | 0      | 15,7   | 40,0  | 20,0   | 50,0 | 1,50    | 0,50    | 1,00   | 0,50   | 5,00   |
| 2023-2024 | Philadelphie  | 58     | 2      | 12,3   | 54,4  | 30,4   | 53,8 | 2,21    | 0,86    | 0,34   | 0,19   | 3,69   |
| 2024-2025 | Philadelphie  | 24     | 7      | 20,0   | 61,6  | 38,1   | 82,8 | 3,00    | 0,79    | 0,46   | 0,67   | 6,42   |
| 2024-2025 | Utah          | 19     | 9      | 22,7   | 49,0  | 18,9   | 72,2 | 2,79    | 1,53    | 0,32   | 0,32   | 6,32   |
| Carrière  | Carrière      | 309    | 77     | 8,6    | 54,5  | 32,9   | 67,3 | 4,04    | 1,20    | 0,47   | 0,47   | 8,58   |

## Records sur une rencontre en NBA
Les records personnels de Kenyon Martin Jr. en NBA sont les suivants, :
| Type de statistique        | Saison régulière | Saison régulière       | Saison régulière |
| Type de statistique        | Record           | Adversaire             | Date             |
| -------------------------- | ---------------- | ---------------------- | ---------------- |
| Points                     | 31               | @ Grizzlies de Memphis | 21 mars 2023     |
| Paniers marqués            | 12               | @ Grizzlies de Memphis | 21 mars 2023     |
| Paniers tentés             | 21               | @ Bucks de Milwaukee   | 7 mai 2021       |
| Paniers à 3 points réussis | 6                | @ Bucks de Milwaukee   | 7 mai 2021       |
| Paniers à 3 points tentés  | 10               | @ Bucks de Milwaukee   | 7 mai 2021       |
| Lancers francs réussis     | 7                | Celtics de Boston      | 14 mars 2021     |
| Lancers francs tentés      | 8                | 3 fois                 | 3 fois           |
| Rebonds offensifs          | 6                | @ Jazz de l'Utah       | 12 mars 2021     |
| Rebonds défensifs          | 10               | 4 fois                 | 4 fois           |
| Rebonds totaux             | 15               | Hawks d'Atlanta        | 25 novembre 2022 |
| Passes décisives           | 13               | Celtics de Boston      | 13 mars 2023     |
| Interceptions              | 3                | 4 fois                 | 4 fois           |
| Contres                    | 3                | 4 fois                 | 4 fois           |
| Balles perdues             | 5                | Raptors de Toronto     | 10 février 2022  |
| Minutes jouées             | 44               | 76ers de Philadelphie  | 5 mai 2021       |

- Double-double : 11
- Triple-double : 0

Dernière mise à jour : 20 mars 2024

## Vie privée
Il est le fils de l'ex-joueur NBA et n°1 de la draft 2000 Kenyon Martin.